# Bristol (New Hampshire)
Pour les articles homonymes, voir Bristol.
Bristol est une municipalité américaine située dans le comté de Grafton au New Hampshire. Selon le recensement de 2010, sa population est de 3 054 habitants, dont 1 688 à Bristol CDP.

## Géographie
La municipalité s'étend sur 22,34 milles carrés (57,86 km2), dont 5,23 milles carrés (13,55 km2) d'étendues d'eau.

## Histoire
Bristol devient une municipalité indépendante de Bridgewater et New Chester en 1819. Elle doit son nom à la ville anglaise de Bristol.